# Копыдло
Копыдло (пол. Kopydło) — река в Польше в Силезских Бескидах. Левый приток Вислы.
Длина реки примерно 7,63 км, кратчайшее расстояние между истоком и устьем — 6,17 км, коэффициент извилистости реки — 1,24.
Берёт начало на южной стороне от села Стожек. Формируется притоками и многими безымянными ручьями. Течёт преимущественно на северо-восток и в центре города Висла впадает в реку Вислу.

## Притоки
- Лабаёв (пол. Łabajów; левый)
- Глембичек (пол. Głębiczek; правый)